# Radio Club Uruguayo
Der Radio Club Uruguayo (deutsch etwa „Uruguayischer Funkverein“), kurz RCU, ist der nationale Verband der Funkamateure in Uruguay.

## Geschichte
In Uruguay gab es private Amateurfunkvereine (spanisch Radio Clubes) seit 1922, als der erste gegründet wurde. Der zweite folgte 1924. Im April 1925 wurde in Paris die International Amateur Radio Union (IARU) als die internationale Vereinigung nationaler Amateurfunkverbände gegründet.
Dieses Ereignis gab Funkamateuren in Uruguay den Anstoß, einen eigenen nationalen Amateurfunkverband zu gründen. Am 23. August 1933 trafen sich in Montevideo, der Hauptstadt Uruguays, unter dem Vorsitz Alberto Rivas, CX1BD, 74 Personen und gründeten offiziell den RCU.
Zweck ist, die Funkamateure des Landes zu vereinigen, den Zusammenhalt zu stärken sowie gemeinsam am Fortschritt der Funktechnik zu arbeiten. Der RCU ist eine gemeinnützige Gesellschaft, die ihre Mitglieder fördert und deren Aktivitäten unterstützt.
Der Hauptsitz der RCU befindet sich in Montevideo in der Straße Simón Bolivar 1195.
Die Club-Zeitschrift heißt Boletín CX del Radio Club Uruguayo (deutsch etwa „Mitteilungsblatt des Uruguayischen Funkvereins“), kurz Boletín CX nach dem Landeskenner CX für Uruguay. Sie erscheint wöchentlich und widmet sich den diversen Mitgliederaktivitäten, wie Amateurfunkwettbewerbe, Aktionen wie SOTA und „DXpeditionen“, sowie den typischen Themen des Amateurfunks, wie Sende- und Empfangstechnik, Testberichte, Bauanleitungen zu Antennen und so weiter.
Der RCU ist Mitglied der International Amateur Radio Union (IARU Region 2), der internationalen Vereinigung von Amateurfunkverbänden, und vertritt dort die Interessen der uruguayischen Funkamateure.